# Кенні Карр
Кенні Карр (англ. Kenny Carr, 15 серпня 1955) — американський баскетболіст.
Олімпійський чемпіон 1976 року.